# Craig Green
Craig Iván Green (Christchurch, 23 de marzo de 1961) es un exjugador y entrenador neozelandés de rugby que se desempeñaba como wing. Actualmente no entrena ningún equipo.

## Carrera como jugador
Debutó en primera en 1982 con Canterbury RFU, luego del Mundial de 1987 emigró a Italia para jugar en Benetton Treviso junto con su compañero de selección el también wing, John Kirwan. Consiguió el Eccellenza en la temporada 1988/89. En 1991 fue contratado por el ASD Rugby Casale donde se retiró en 1994.

## Selección nacional
Debutó en la Selección nacional en 1983 y se retiró de ella en 1987. Jugando como wing consiguió 44 puntos en 20 partidos con su selección. Fue integrante de un seleccionado con jugadores como Michael Jones, David Kirk, Sean Fitzpatrick, John Kirwan y Zinzan Brooke.

## New Zealand Cavaliers
Formó parte del seleccionado rebelde de los All Blacks conocido como los New Zealand Cavaliers que desobedeció a la World Rugby y partió de gira a Sudáfrica en 1986.

### Participaciones en Copas del Mundo
Disputó la Copa del Mundo de Nueva Zelanda 1987 donde los All Blacks mostraron claramente su alto nivel de principio a fin del torneo ganando su grupo con amplias victorias ante Italia 70-6, Fiyi 74-13 y Argentina 46-15. Superaron cómodamente a Escocia en cuartos y a los dragones rojos en semifinales, finalmente derrotaron en la final a unos Les Blues de gran nivel con Philippe Sella y Serge Blanco en sus filas, por 29-9. Green fue el máximo anotador de tries junto a John Kirwan con seis.
| Mundial                       | Sede          | Resultado | PJ | Tries |
| ----------------------------- | ------------- | --------- | -- | ----- |
| Copa Mundial de Rugby de 1987 | Nueva Zelanda | Campeón   | 5  | 6     |

## Palmarés

### Carrera profesional
- Campeón del Eccellenza de 1988/89.
- Campeón del National Provincial Championship de 1983.

### Como entrenador
Todos con Benetton Treviso:
- Campeón del Eccellenza de 2002/03, 2003/04, 2005/06 y 2006/07.
- Campeón de la Copa Italia de 2004/05.
- Campeón de la Supercopa Italiana de 2006.